# Калон
Калон или метилбензодиоксепинон, торговое название Calone 1951, также известный в промышленности как «арбузный кетон», был открыт компанией Pfizer в 1966 году. Он используется для того чтобы создать обонятельное впечатление свежего морского бриза. Калон похож по структуре на феромоны бурых водорослей, такие как эктокарпен, а также отдаленно связан по структуре с бензодиазепиновым классом седативных средств.
Калон — необычное химическое соединение, обладающее интенсивной нотой морского бриза с легкими цветочными и фруктовыми оттенками. Он используется в качестве компонента аромата с 1980-х годов из-за его водянистых, свежих, озоновых аккордов, а также в качестве более доминирующей ноты в нескольких парфюмах морского направления, начиная с 1990-х годов. В 2014 году сообщалось о синтезе и ароматических свойствах нескольких родственных алифатических аналогов.